# Heath Miller (giocatore di football americano)
Earl Heath Miller Jr. (Richlands, 22 ottobre 1982) è un ex giocatore di football americano statunitense che ha militato nel ruolo di tight end per tutta la carriera con i Pittsburgh Steelers della National Football League (NFL). Fu scelto nel corso del primo giro (30º assoluto) del Draft NFL 2005 dagli Steelers. Al college ha giocato a football all’Università della Virginia.

## Carriera

### Pittsburgh Steelers
Miller fu scelto nel corso del primo giro del Draft 2005 dagli Steelers. Nella sua stagione da rookie terminò con 39 ricezioni per 459 yard e 6 touchdown. Nell'arco di quattro gare di quella stagione, segnò cinque touchdown e fu considerato uno dei principali candidati per il premio di rookie offensivo dell'anno. Anche se non si mantenne su quei livelli rimase comunque una parte importante nella corsa degli Steelers alla vittoria del Super Bowl XL nella stagione 2005. Miller ricevette 3 passaggi per 61 yard e un touchdown nella vittoria a sorpresa sugli Indianapolis Colts per 31-28 nel divisional round dei playoff.
Nella gara di apertura della stagione 2006, Miller ricevette 3 passaggi per 101 yard, incluso un touchdown su ricezione dopo un passaggio di 87 yard, il più lungo segnato da un tight end nella stagione regolare dal 1974. Fu anche la più lunga ricezione della storia degli Steelers nello stadio casalingo, l'Heinz Field. La stagione di Miller terminò con 34 ricezioni per 393 yard e 5 touchdown.

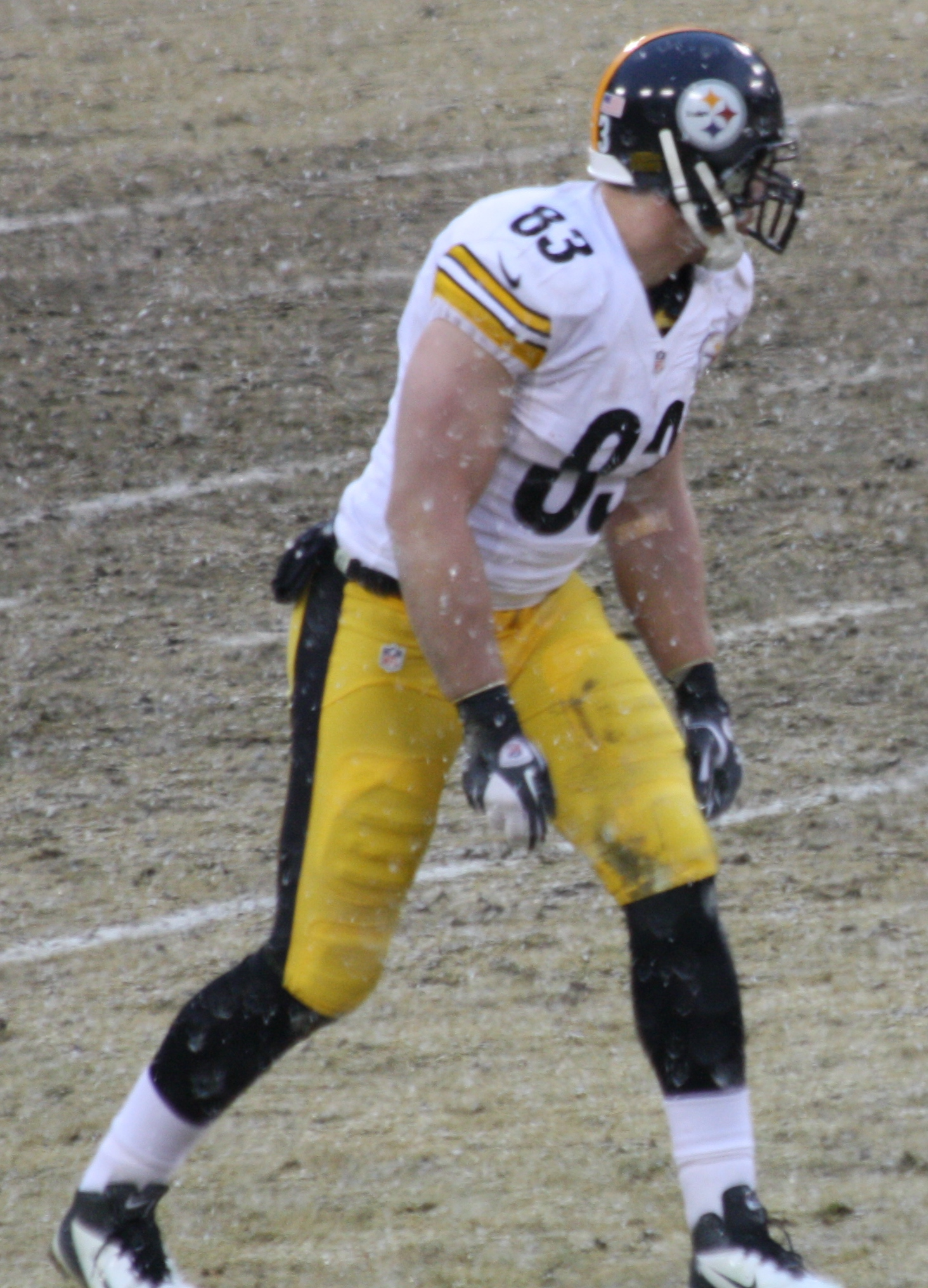
Miller nel 2013.

Nel 2007, Miller stabilì i propri nuovi primati in carriera per touchdown (7), ricezioni (47) e yard ricevute (566). Heath beneficiò degli schemi del nuovo coordinatore offensive Bruce Arians che gli diede l'opportunità di ricevere più passaggi. Nel Super Bowl XLIII, Miller ricevette 5 passaggi per 57 yard contribuendo alla vittoria della sua squadra e vincendo il suo secondo anello.
Il 30 luglio 2009, gli Steelers fecero firmare a Miller un nuovo contratto di sei anni fino alla stagione 2014, del valore di 35,3 milioni di dollari, inclusi 12,5 milioni di bonus alla firma. A fine anno fu convocato per il suo primo Pro Bowl.
Nel 2011, Heath divenne il leader di tutti i tempi tra i tight end degli Steelers per ricezioni in carriera, superando Elbie Nickel. Quello stesso anno entrò tra i migliori 5 ricevitori della storia di Pittsburgh.
L'11 ottobre 2012, in una sconfitta contro i Tennessee Titans, Miller ricevette 6 passaggi per 67 yard superando Louis Lipps al terzo posto nella classifica degli Steelers per maggior numero di ricezioni in carriera. Nella penultima settimana della stagione regolare contro i Cincinnati Bengals, Miller si ruppe il legamento collaterale anteriore e il legamento mediale collaterale, perdendo il resto della stagione, proprio nella settimana in cui fu convocato per il suo secondo Pro Bowl. A fine anno fu classificato al numero 97 nella classifica dei migliori cento giocatori della stagione.
Miller tornò in campo nella stagione 2013 in cui disputò 14 gare tutte come titolare ma segnò un solo touchdown, in confronto agli otto dell'anno precedente. Il 4 marzo 2014, il giocatore acconsentì a ridurre il proprio ingaggio da 9,5 a 6,1 milioni a stagione. La prima marcatura del 2014 la segnò nella settimana 4 contro i Buccaneers.
Il 19 febbraio 2016, Miller annunciò il suo ritiro.

## Palmarès

### Franchigia
- Super Bowl : 2

Pittsburgh Steelers: XL, XLIII
- American Football Conference Championship: 3

Pittsburgh Steelers: 2005, 2008, 2011

### Individuale
- Convocazioni al Pro Bowl: 2

2009, 2012
- PFWA All-Rookie Team - 2005

## Statistiche
| Partite totali         | 180   |
| Partite da titolare    | 168   |
| Ricezioni              | 592   |
| Yard su ricezione      | 6.569 |
| Touchdown su ricezione | 45    |